# With Fear I Kiss the Burning Darkness
With Fear I Kiss the Burning Darkness è  il secondo album studio della band melodic death metal svedese At the Gates. Originariamente pubblicato nel maggio 1993, fu ripubblicato nel 1993 insieme all'album The Red in the Sky Is Ours e poi nel 2003 con 3 tracce bonus.

## Tracce
1. Beyond Good and Evil – 2:42
2. Raped by the Light of Christ – 2:58
3. The Break of Autumn – 4:59
4. Non-Divine – 4:44
5. Primal Breath – 7:22
6. The Architects – 3:30
7. Stardrowned – 4:02
8. Blood of the Sunsets – 4:33
9. The Burning Darkness – 2:16
10. Ever-Opening Flower – 4:59
11. Through the Red – 3:26
12. Neverwhere (Live)
13. Beyond Good and Evil (Live)
14. The Architects (Demo)

La traccia Through the Red nasconde la cover della canzone The Nightmare Continues dei Discharge.

Le ultime tre sono le tracce bonus della ristampa del 2003.

## Formazione
- Anders Björler - chitarra
- Jonas Björler - basso
- Adrian Erlandsson - batteria
- Alf Svensson - chitarra
- Tomas Lindberg - voce

### Ospite
- Matti Kärki - voce